# Aquarius Festival
Het Aquarius Festival was een alternatief kunst- en muziekfestival georganiseerd door de Australische Unie van Studenten en gesponsord door Peter Stuyvesant. Het eerste festival werd gehouden in Canberra in 1971. Het tweede en tevens laatste festival werd gehouden in Nimbin, New South Wales in 1973. Het tiendaagse evenement (12-23 mei 1973) werd medegeregisseerd door Johnny Allen en Graeme Dunstan. Het had een permanent effect op de economie van Nimbin omdat veel festivalgangers besloten om in het gebied te blijven. Het gebied dat eerst een noodlijdende melk- en bananenproducerende regio was kreeg een plotselinge immigratiegolf. Sommigen van hen noemden zichzelf hippies, maar het grootste gedeelte had allerlei verschillende achtergronden en levenservaringen. De leeftijden varieerden van 18 tot 80.
Een van de gebleven groepen kocht na het festival een stuk grond van 4.9 km² in Tuntable Falls, een vallei die iets oostelijker ligt. Zij vormden een commune die de "Co-Ordination Co-Operative" genoemd werd. Hierna volgden veel andere groepen die ook leefgemeenschappen oprichtten.
De meeste van deze communes vonden het samenleven vooral een goed alternatief om hoge woonkosten te omzeilen. Toch waren er ook communes die vooral samenleefden omdat ze bepaalde spirituele waarden deelden, zoals de Bodhi Farm en Darmananda. Deze groepen leefden echter dichter bij het nabijgelegen dorpen The Channon en Terania Creek dan bij Nimbin.
Mullumbimby en Byron Bay trokken de meer vermogende "New Age" fanatiekelingen aan, terwijl Nimbin meer zwervers en backpakkers aantrok.
Na ongeveer een decennium waren de oorspronkelijke "Aquarians" in de minderheid door een  continue aanwas van nieuwe alternatieve personen die in en rond Nimbin kwamen wonen.